# Fala P300

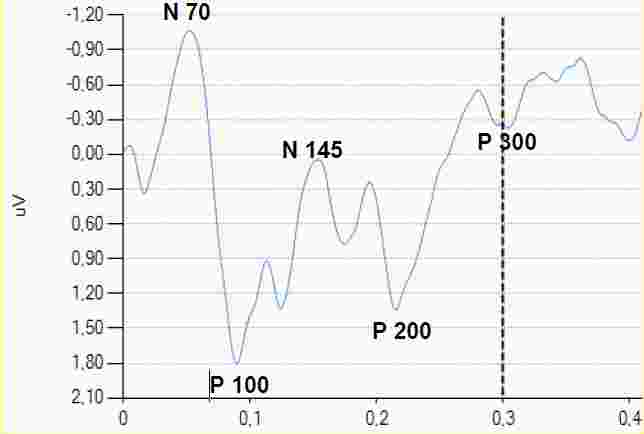
Fala P300 na tle wzrokowych potencjałów wywołanych. Wykres jest wynikiem uśredniania odpowiedzi wzrokowych w EEG na stymulację odpowiednim protokołem bodźców.

Fala P300 – poznawczy potencjał wywołany, odzwierciedlający proces decyzyjny w korze mózgowej. Pojawia się ona tylko wtedy, jeśli zastosuje się specjalny protokół stymulacji dwoma typami bodźców: grupą bodźców stanowiących tło, na tle których pojawiają się bodźce innego rodzaju różniące się od bodźców tła. Osoba badana powinna reagować, angażując procesy poznawcze w odpowiedzi na pojawianie się bodźców wyróżniających się z tła. Ważne jest, aby badany zmuszony był do czynnej reakcji uzależnionej od pojawienia się bodźców drugiego rodzaju, na przykład poprzez ich zliczanie i naciskanie przycisku, gdy się one pojawią. Ponieważ fala P300 odzwierciedla proces decyzyjny w korze mózgowej, więc można przyjąć, że obniżenie sprawności procesów poznawczych (na przykład u chorych z demencją) sprawi, że dla badanej osoby stanowić będzie trudność odróżnienie drugiego rodzaju bodźców od bodźców tła, co będzie widoczne w zmianie morfologii, amplitudy i latencji fali P300.
Falę P300 otrzymuje się w wyniku odpowiedniego uśredniania krzywej elektroencefalograficznej (EEG), pojawia się ona jako dodatni załamek o latencji (opóźnieniu między bodźcem a odpowiedzią) wynoszącej około 250 do 500 ms. Najwyższa amplituda fali P300 występuje zwykle w okolicach ciemieniowych. Obecność, wielkość, topografia i synchronizacja tego sygnału są często wykorzystywane jako wskaźniki funkcji poznawczych w procesach decyzyjnych. Odtwarzalność i powszechność tego potencjału wywołanego sprawia, że jest on wykorzystywany do badania sprawności procesów poznawczych mózgu zarówno w klinice, jak i laboratorium.

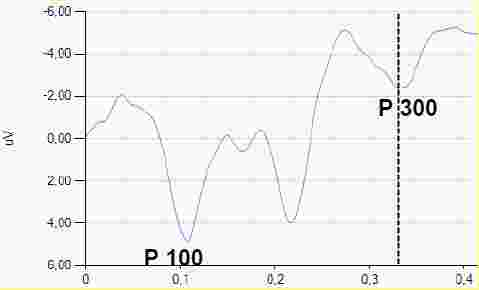
Fala P300 w granicach normy. Wykres jest wynikiem uśredniania odpowiedzi wzrokowych w EEG na stymulację odpowiednim protokołem bodźców u osoby bez demencji, ale z chorobą Parkinsona.

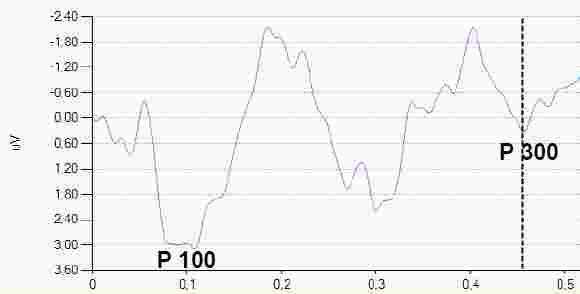
Fala P300 u chorego z demencją alzheimerowską. Wykres jest wynikiem uśredniania odpowiedzi wzrokowych w EEG na stymulację u chorego z demencją.